# Jaume Benavente
Jaume Benavente (Barcelona, 11 de noviembre de 1958) es un escritor español, autor de una quincena de libros. Durante su primera niñez vivió en el Brasil, donde había emigrado su familia. Licenciado en Bellas Artes, ha trabajado como dibujante, auxiliar de bibliotecas, documentalista y conservador de museos, entre otros oficios. Actualmente, vive en Barcelona.
Después de la publicación de sus primeros libros, El factor climático (1990) y Vidas invisibles (1994), inició un ciclo centrado en el mundo portugués y atlántico, con las novelas Camps de lava (2000), Mazurca de Praia (2001), Luces a la costa (2007) y el dietario de viajes Viaje de invierno en Madeira (2004). Además, publicó otros libros como la novela Nocturno de Portbou (2003), el libro de relatos El ayudante de Kepler (2006) y diferentes novelas juveniles, entre las cuales destaca Historia de amor en Sarajevo (2005). El 2010 aparece la novela El cuaderno de Nicolaas Kleen, el inicio de una serie de narrativa negra alrededor del personaje la inspectora de policía holandesa Marja Batelaar y que tiene por escenario principal la ciudad de Ámsterdam y a la vez el paisaje europeo. Sus últimos libros son Una mirada interrogativa i altres textos errants (2017) y L’home que llegia Miguel Strogoff (2018)
Ha ganado varios galardones, entre los que destaca el Premio Pin y Soler de narrativa en 2006, con Luces en la costa, con Luces en la costa, el Premio Ramon Muntaner de literatura juvenil, con Historia de amor en Sarajevo y el Premio Lleida de Narrativa, con Viaje de invierno a Madeira. Diferentes libros suyos han sido traducidos al español y el italiano

## Obra

### Narrativa breve
- 1990 - El factor climático
- 2006 - El ayudante de Kepler

### Novela
- 1994 - Vidas invisibles
- 2000 - Camps de lava
- 2001 - Mazurca de Praia
- 2003 - Nocturn de Portbou
- 2007 - Llums a la costa
- 2010 - El quadern de Nicolaas Kleen
- 2013 - Lluny d'aquí
- 2014 - Dibuix a les fosques[5]
- 2018 - L’home que llegia Miguel Strogoff

### Narrativa de viajes
- 2004 - Viatge d'hivern a Madeira
- 2013 - Dietari de Oporto
- 2017 - Una mirada interrogativa i altres textos errants

### Novela juvenil
- 2005 - La senda del dingo
- 2005 - Historia de amor en Sarajevo
- 2008 - La ilusión
- 2009 - Las bicicletas de La Habana

### Poesía
- 2002 - Un puente sobre el páramo

### Teatro
- 1992  - Laberinto de Arcadia (con Joan Grau Martí)

## Premios literarios
- 2000 Roc Boronat de novela corta por Mazurca de Praia
- 2001 Rosa Leveroni de poesía por Un puente sobre el páramo
- 2002 Lleida de narrativa por Viaje de invierno en Madeira
- 2005 Compilación-Joaquim Ruyra de narración El ayudante de Kepler
- 2005 Ramon Muntaner por Historia de amor en Sarajevo[1]
- 2006 Premio Pin y Soler de narrativa por Luces a la costa[3]
- 2011 Bienvenido Oliver de Narrativa por Dietario de Oporto